# Pittari Shitai X'mas!
Singles de Petit Moni
Baby! Koi ni Knock Out!
(2001)
Singles par Morning Musume
Mr. Moonlight ~Ai no Big Band~
(2001) Sōda! We're Alive
(2002)
 Pittari Shitai X'mas!  (ぴったりしたいX'mas!) est le 4e (et ultime) single du groupe féminin de J-pop Petit Moni, sous-groupe de Morning Musume.
Il sort le 14 novembre 2001 au Japon sous le label zetima, écrit et produit par Tsunku. Il atteint la 2e place du classement de l'Oricon, et reste classé pendant neuf semaines, pour un total de 300 320 exemplaires vendus. Il restera le dernier single sorti par le groupe.
La chanson-titre figurera sur les compilations Petit Best 2 ~3, 7, 10~ de fin d'année, Zenbu! Petit Moni de 2002 (ainsi que la chanson en "face B" Yume no "Tsu.zu.ki"), et Tanpopo / Petit Moni Mega Best de 2008. Elle sera remixée pour l'album Club Hello! Trance Remix de 2002.

## Membres
- Kei Yasuda
- Maki Goto
- Hitomi Yoshizawa

## Liste des titres
CD
1. Pittari Shitai X'mas! (ぴったりしたいX'mas!?)
2. Yume no "Tsu.zu.ki" (夢の「つ・づ・き」?)
3. Pittari Shitai X'mas! (Instrumental) (ぴったりしたいX'mas!...?)